# De Havilland Venom

de Havilland Venom NF 3 éjszakai vadász

A de Havilland DH 112 Venom egy brit háború utáni egyhajtóműves sugárhajtású vadászrepülőgép volt, melyet a de Havilland Vampire repülőgép alapján fejlesztettek ki. A repülőgép a Brit Királyi Légierőben szolgált együléses vadászbombázóként és kétüléses éjszakai vadászgépként. A Venom közbenső lépcső volt a Gloster Meteor és hozzá hasonló első angol egyenesszárnyú radiálkompresszoros sugárhajtású vadászgépek és a nyilazott szárnyú, axiálkompresszoros hajtóművel ellátott gépek, mint a Hawker Hunter és a de Havilland Sea Vixen között. A Venomot több országba exportálták, Irakban, Új-Zélandon, Svédországban, Svájcban és Venezuelában állították hadrendbe. A Sea Venom a gép repülőgép-hordozóra alkalmassá tett változata volt.

## Tervezés és fejlesztés

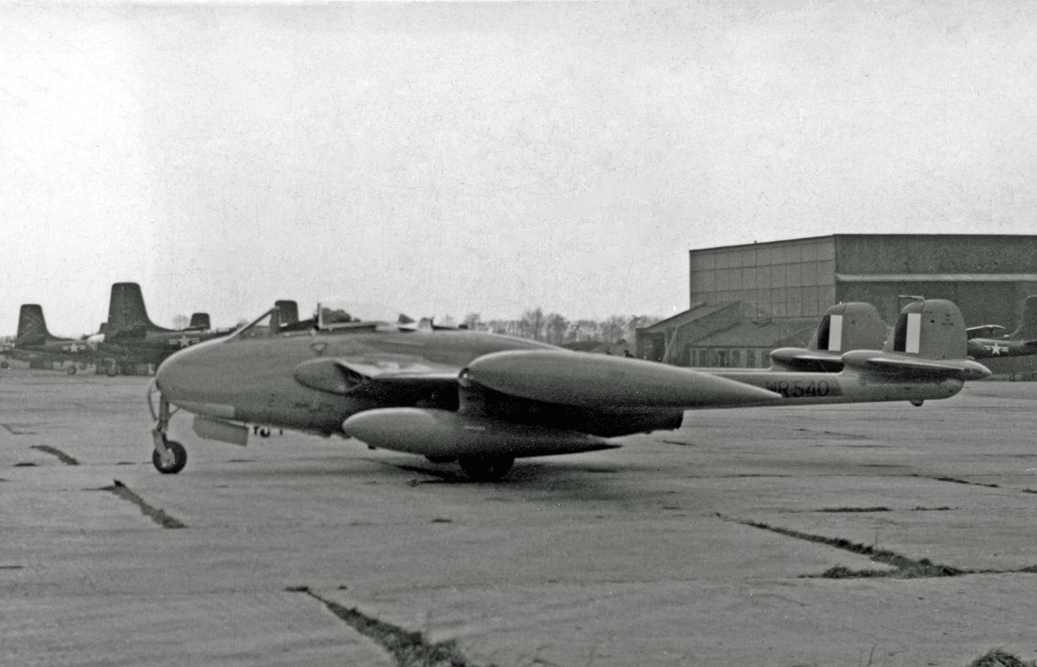
Venom FB 4

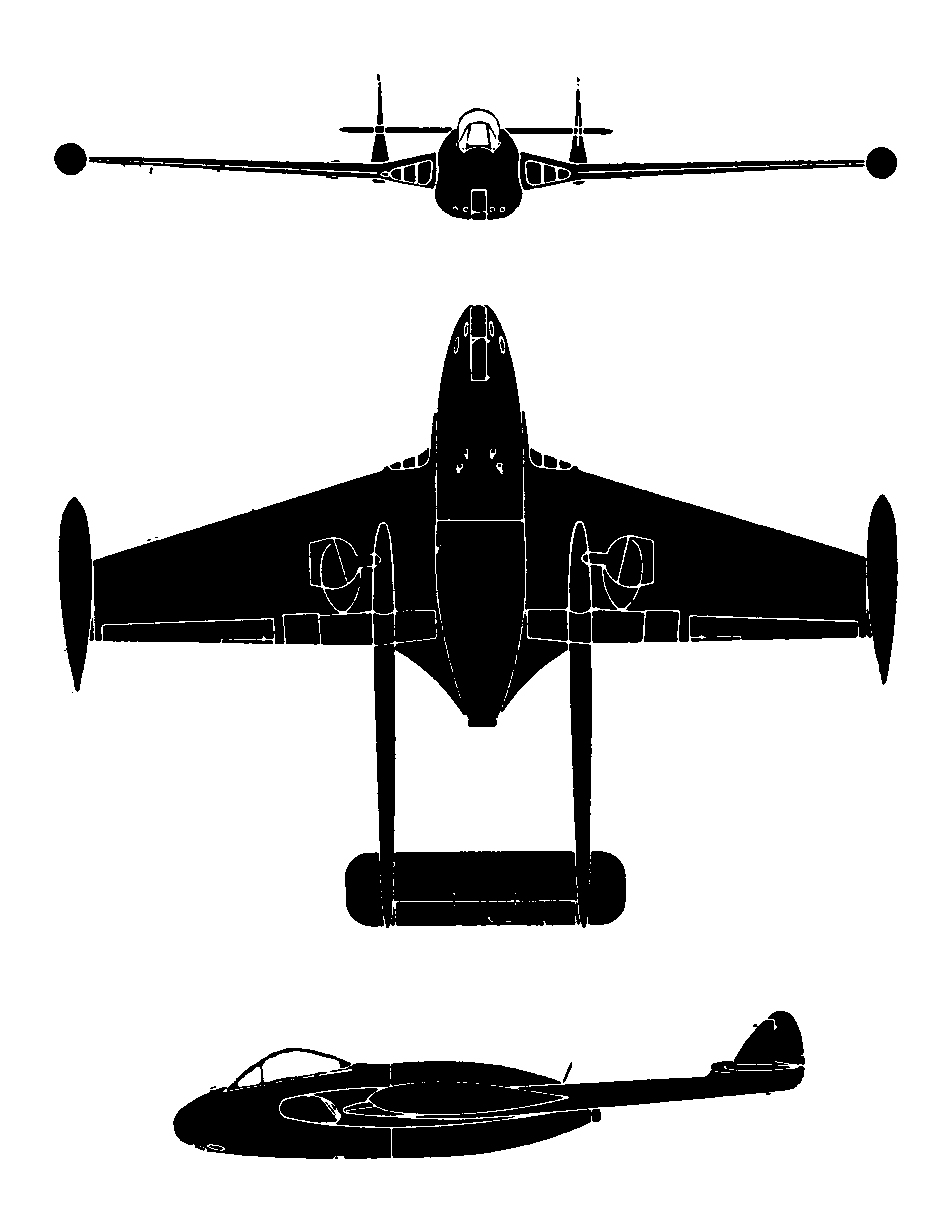
de Havilland Venom FB 1 vadászbombázó

A Venom tervezésénél a Vampire-ból indultak ki, melynek leváltására szánták. A Vampire volt a RAF második hadrendbe állított sugárhajtású vadászgépe a Gloster Meteor után. 1948-ban a de Havilland vállalat a Vampire továbbfejlesztését javasolta vékonyabb szárnnyal és sokkal erősebb motorral, ez lett volna a DH 107, Vampire FB 8 magassági vadászgép. A Venom sok tekintetben hasonló lett elődjéhez, megtartotta kettős törzsét és vegyes fa és fémszerkezetű sárkány konstrukcióját, de részleteiben különbözött tőle. A Vampire a de Havilland Goblin hajtómű helyett a sokkal erősebb de Havilland Ghost gázturbinát kapta. A Venom kielégítette a Légügyi Minisztérium egy gyors, könnyen irányítható és a vadász bombázókkal szemben támasztott követelmény listáját.
Az első Venom prototípus 1949. szeptember 2-án szállt fel és az első sorozatban gyártott típus az FB 1 együléses vadászbombázó 1952-ben lett rendszeresítve. A típusból 375 példány készült el. A gép orrában négy Hispano-Suiza HS.404 Mk V 20 mm-es gépágyú volt beépítve és vagy két 450 kg-os bombát, vagy nyolc RP-3 típusú 27 kg-os levegő-föld rakétát tudott magával vinni. A repülőgépet egy 21,6 kN tolóerejű Ghost 48 Mk.1 sugárhajtómű hajtotta.
A következő változat, a Venom NF 2 éjszakai vadász szűzrepülése 1950. augusztus 22-én zajlott le és 1953-ban állították rendszerbe, miután a prototípuson jelentkező néhány kisebb hibát kijavították. Mivel a kétfős egymás mellett ülő személyzetnek az elhelyezése sokkal több helyet igényelt, a sárkány szerkezetét áttervezték és helyet biztosítottak a radarnak is a gép orrában. Ez a gép a Vampire NF 10-et váltotta le. A következő verzió az NF 3 lett, mely a Venom utolsó éjszakai vadász változata volt. Ez a típus 1953-ban szállt fel először és 1955-ben állt szolgálatba. A gép viszonylag rövid ideig szerepelt a RAF kötelékében, mivel csak közbenső megoldásnak szánták és 1957-ben kivonták és felváltották a kétmotoros Gloster Javelin éjszakai vadászgéppel.
A Venomnak a RAF számára gyártott utolsó változata az együléses FB 4 lett, mely először 1953. december 29-én szállt fel. 1955-ben állították rendszerbe és 250 darabos sorozatot gyártottak le. A repülőgépet egy 22,9 kN tolóerejű de Havilland Ghost 105 gázturbinás sugárhajtómű hajtotta. A repülőgépbe katapult ülést helyeztek és néhány szerkezeti változtatáson is átesett.

## Szolgálatban

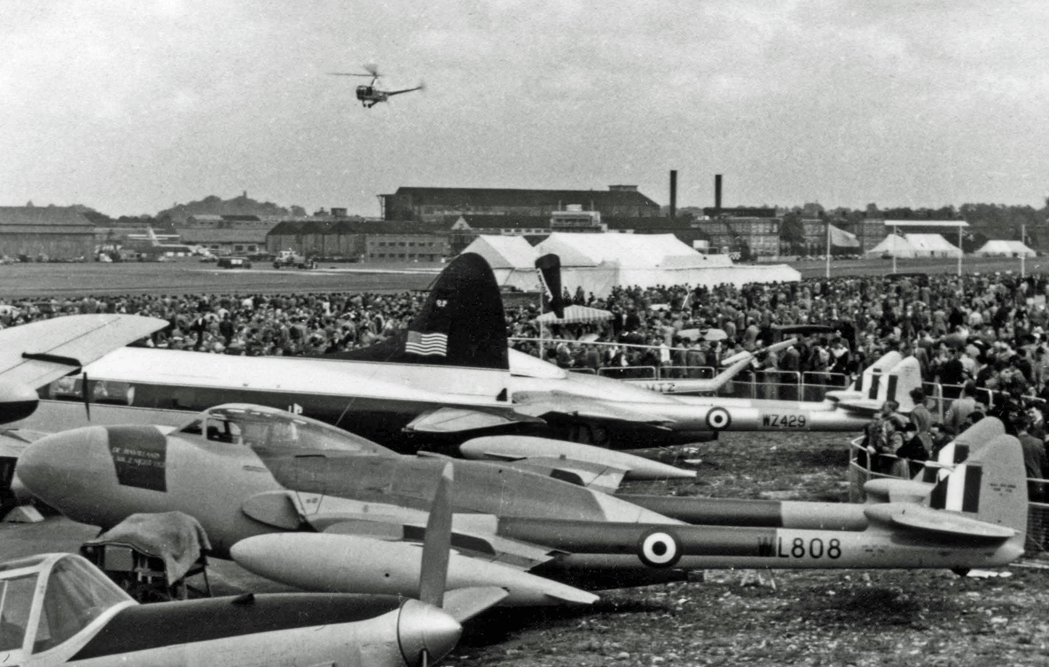
RAF Venom NF.2 éjszakai vadász az 1952. évi farnboroughi kiállításon és bemutatón

A RAF Venomjai részt vettek 1948 és 1960 között Malajziában kitört partizánháború elfojtásában, bár az 1950-es évek közepéig nem vettek részt bevetésekben. Ekkor a RAF 45. és 60. százada támogatta a kommunista gerillák elleni Operation Firedog kódnevű hadműveleteket. Venomokat adtak kölcsön a Royal New Zealand Air Force számára is, akik ugyancsak részt vettek a malajziai harcokban.
A Venom részt vett a szuezi válságban is, ahol a 6., 8. és 249. század tevékenykedett. A repülőgépek bázisa a RAF Akrotiri repülőtere volt Cipruson. Az angol-francia katonai beavatkozás a Szuezi csatorna Egyiptom általi államosítását követte. A légi háború 1956. október 31-én tört ki jelt adva a Szuezi háború megindítására. A Venomok több rajtaütésben változatos földi katonai célpontokat támadtak. Később a Közel-keleten is több bevetésben vettek részt, Ádenben és Ománban terrorista ellenes hadműveleteket támogattak, melynek során veszteségeik is voltak. A kenyai Mau-Mau felkelés során ugyancsak bevetették a Venomokat.
A RAF összes Venomját 1962-ben kivonták az első osztályú szolgálatból. A repülőgépek megbízhatóan teljesítették feladatukat a világ különböző részein, békében és háborúban és a legnehezebb éghajlati körülmények között is. A legtovább Venomok a Svájci Légierőnél voltak szolgálatban, ahol 1983-ban vonták ki a szolgálatból. 2004-ben még 20 Venom volt repülőképes, különböző légibemutatókon szerepeltek, néhány pedig múzeumokban látható.

## Változatok

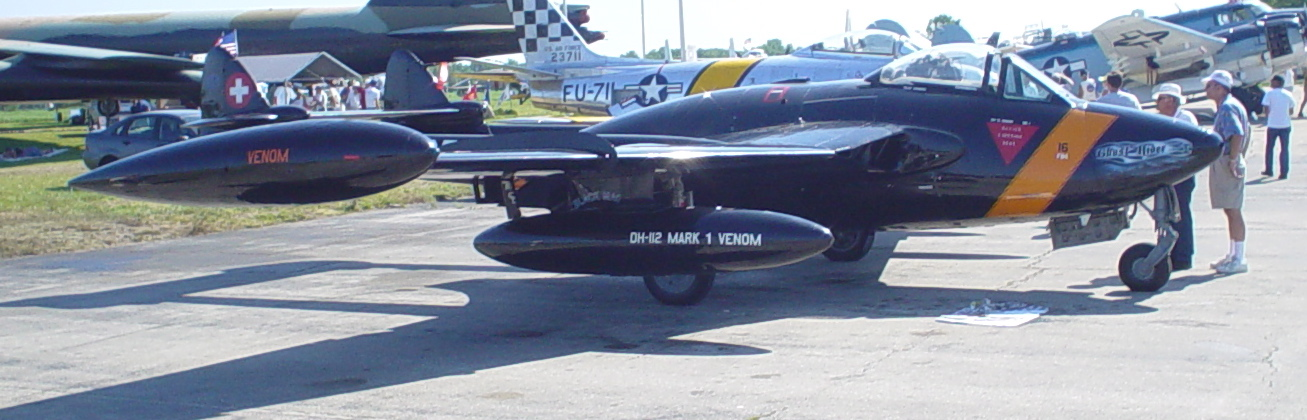
Magánkézben lévő hosszú orrú svájci Venom FB.54

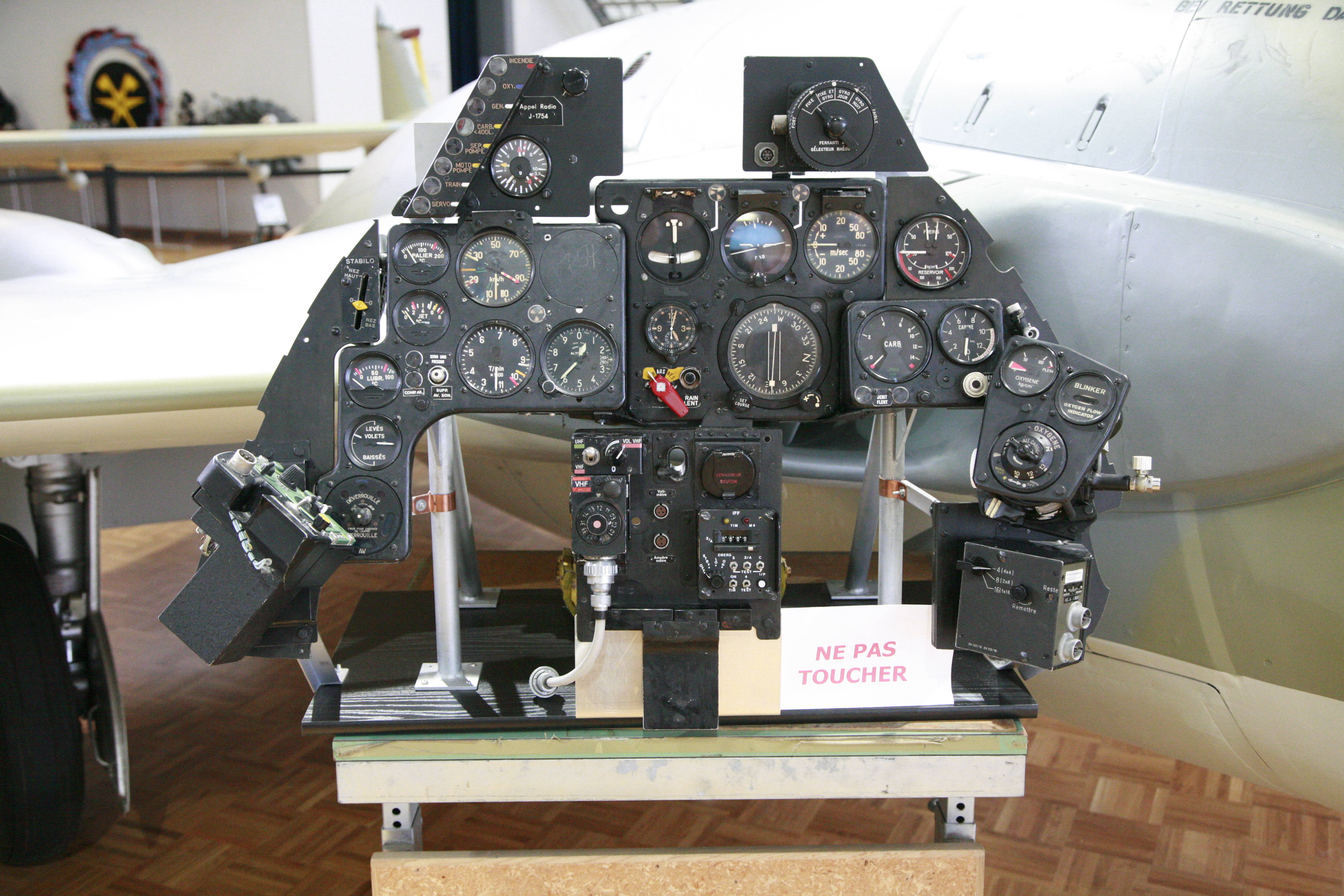
Egy svájci Venom műszerfal

- DH 112 Venom - Együléses prototípus.
- FB 1 - Együléses vadászbombázó, rendszerbe állítva 1952. 375 készült.
- NF 2 - Kétüléses éjszakai vadász, áthidaló típus, melyet egy Egyiptom számára tervezett export változatból fejlesztettek ki, 91 darab épült.
- NF 2A - Módosított NF 2, megerősített szárnyfőtartóval
- NF 3 - Módosított NF 2, katapult üléssel és Ghost 104 hajtóművel, új amerikai radarral 123 épült
- FB 4 - Utolsó Venom a RAF számára, együléses vadászbombázó. Ghost 105 hajtómű, katapult ülés és szerkezeti módosítások. 250 készült.
- FB 50 - Export verzió Irak és Svájc számára az 1950-es években. 15 készült.
- NF 51 - Az éjszakai vadász export verziója. Összesen 60 darabot adtak el Svédországnak, ahol J33 jelzést kapott. 1953–1960 között volt rendszerben.
- FB 54 - Export verzió Venezuela és Svájc számára, 22 épült.

## Műszaki adatok (Venom FB 1)[7]

### Méretek, tömeg
- Hossz: 9,70 m
- Fesztáv: 12,70 m
- Magasság: 1,88 m
- Szárnyfelület: 25,9 m²
- Üres tömeg: 4173 kg
- Teljes tömeg: 7000 kg

### Hajtómű
- Típus: 1 db de Havilland Ghost 103 radiális kompresszoros gázturbinás sugárhajtómű
- Tolóerő: 21,6 kN

### Teljesítményadatok
- Legnagyobb sebesség: 1030 km/h
- Hatótáv: 1730 km
- Csúcsmagasság: 12 000 m
- Emelkedési sebesség: 45,7 m/s
- Tolóerő/súly: 0,41
- A szárny felületi terhelése: 274,2 kg/m²

### Fegyverzet
- Gépágyú: 4 x Hispano-Suiza HS.404 20 mm-es gépágyú, 15 lőszer csövenként
- Rakéta: 8 x RP-3 27 kg-os nem irányítható rakéta vagy
- Bomba: 2 x 450 kg-os bomba

## Fordítás
- Ez a szócikk részben vagy egészben  a   De Havilland Venom című angol Wikipédia-szócikk fordításán alapul.  Az eredeti cikk szerkesztőit annak laptörténete sorolja fel. Ez a jelzés csupán a megfogalmazás eredetét és a szerzői jogokat jelzi, nem szolgál a cikkben szereplő információk forrásmegjelöléseként.